# 아르헨티나인

전 세계적으로 약 4,700만이 아르헨티나인으로 구성되어 있다.

아르헨티나인 또는 아르헨티나 사람은 아르헨티나 공화국의 시민이다. 이러한 연결은 주거용, 법적, 역사적 또는 문화적 것일 수 있다. 대부분의 아르헨티나인에게는 이러한 연결 중 여러 개(또는 전부)가 존재하며 집합적으로 아르헨티나인이 되는 원천이다.
아르헨티나는 다양한 민족, 인종, 종교, 종파, 국가 출신의 사람들이 사는 다민족 사회이며, 인구의 대다수는 구세계 이민자와 그 후손으로 구성되어 있다. 결과적으로 아르헨티나인들은 자신의 국적을 민족성과 동일시하지 않고 시민권과 아르헨티나에 대한 충성을 동일시한다. 원주민을 제외하면 거의 모든 아르헨티나인이나 그 조상이 지난 5세기 동안 이민을 왔다. 현대 역사상 가장 많은 이민자를 받아들인 세계 국가 중 아르헨티나는 660만 명으로 미국(2,700만 명)에 이어 2위를 차지하고 캐나다, 브라질, 오스트레일리아 등 다른 이민자 목적지보다 앞서 있다.

## 같이 보기
- 아르헨티나의 인구
- 아르헨티나
- 남아메리카